# Lumumba Secondary School
L'école secondaire de Lumumba est une école secondaire publique mixte à Saateni, Zanzibar en Tanzanie. C'est la plus grande école secondaire de Zanzibar, et a été appelée l'une des meilleures écoles secondaires de Zanzibar,. De 1958 jusqu'à la révolution de Zanzibar de 1964, l'école portait le nom du roi George VI.

## Histoire
L'école secondaire de Lumumba a ouvert en 1953. Connue sous le nom de "Government Boys 'Secondary School", elle était située dans le bâtiment maintenant connu sous le nom d'école secondaire Ben Bella. En 1958, l'école a déménagé à Kinazini. En 1959, elle a été renommée en l'honneur du roi George VI et a commencé un cycle d'étudiants pour la première fois; avec 7 filles sur une classe de 20 élèves.
En 1964, l'école a de nouveau été rebaptisée, pour porter le nom du Premier ministre congolais Patrice Lumumba. Elle était alors connue sous le nom de "Lumumba College". En 1977, l'école est devenue "Marine and Fisheries College" et a commencé un recrutement sélectif. L'école est officiellement devenue "Lumumba Secondary School" en 1985, suspendant son programme de pêche et adoptant un programme d'études secondaires pour permettre la spécialisation dans les matières scientifiques.
Une rénovation majeure de l'école en 1990 comprenait la construction d'un toit en tôle ondulée, sous le parrainage de l'Agence danoise de développement international. Les étudiants ont développé un étang (Bwawa la samaki) en 1990 pour soutenir l'élevage de tritons à des fins expérimentales, et des projets en 1995 pour garder des lapins et des canards. De plus, les étudiants ont mis en place un projet d'élevage de grenouilles en 1999.

## Curriculum
Les matières du O-level proposées sont la physique, la chimie, la biologie, les mathématiques, la géographie, la langue anglaise, le kiswahili, l'éducation civique et les connaissances islamiques. Les cours de niveau A disponibles sont les études générales, une base de mathématiques appliquées, les mathématiques avancées, la physique, la chimie, la géographie et la biologie.

## Support externe et recherche

### Formations curriculaires
L'UNICEF y organise une formation en 2018  pour 600 étudiants de toute la Tanzanie sur l'initiative des objectifs mondiaux des Nations Unies, en particulier sur son programme de développement durable à l'horizon 2030. En 2019, l'Association des énergies renouvelables de Zanzibar commence à mettre en œuvre son programme "Roots and Shoots" à l'école. Ce programme est développé par Jane Goodall pour "encourager les jeunes à apprendre, à soigner et se préoccuper de l'environnement, des animaux et des communautés humaines à travers leurs mains" et par des activités basées sur les écoliers et le membres des communautés ».

### Infrastructure
L'école reçoit un soutien d'infrastructures de plusieurs organisations. L'école bénéficie d'une initiative tanzanienne de 2017 : la collecte de fonds du comité de campagne du bureau du président pour acheter des bureaux et des chaises pour les écoles.
En 2011, le département d'État américain, par le biais des programmes d'échange et d'étude des jeunes Kennedy-Lugar, a fait don d'ordinateurs et d'accès à Internet pour réaliser le projet d'amélioration de la bibliothèque de l'école et développer la base de données de la bibliothèque de l'école par le biais du fonds d'auto-assistance de l'ambassadeur des États-Unis.

### Recherches
L'Université d'État de Caroline du Sud, en partenariat avec l'USAID et le ministère tanzanien de l'Éducation, a fourni des manuels de sciences (en biologie, chimie, physique et mathématiques) aux étudiants de l'école. Les chercheurs "notent une amélioration significative de la capacité des élèves à penser de manière critique et à résoudre des problèmes. De plus, l'interaction élève-enseignant s'est considérablement améliorée et les enseignants étaient mieux préparés à enseigner en classe, améliorant ainsi les pratiques et la gestion de la classe".
Une étude de cas par Halima Abbas Noormohammed examine les méthodes utilisées par les instructeurs d'éducation islamique "pour inculquer les valeurs morales à l'école secondaire de Lumumba". L'étude rapporte que les enseignants ne se limitent pas seulement à transmettre des connaissances et des compétences aux apprenants. Ils améliorent la conduite morale des étudiants par le biais des valeurs, de l'éthique et des manières islamiques ». Les méthodes d'enseignement comprenaient « des questions, des séminaires, des discussions de groupe, des modèles, inductive, narration, métaphore et méthode basée sur la conférence, dans laquelle toutes ces méthodes se sont révélées conformes au Coran et à la Sunna du Prophète ».

## Personnes notables
- Abdallah Ali
- Amina Salum Ali, diplomate.
- Diana Chikotesha, footballeuse et arbitre de la FIFA[12],[13]
- Mohammed Gharib Bilal, ancien vice-président de Zanzibar et vice-président de la république unie de Tanzanie
- Juma Duni Haji
- Juma Othman Hija, 1986, homme politique tanzanien, membre du parlement[14].
- Ismaïl Jussa
- Amani Abeid Karume, ancien président du gouvernement révolutionnaire de Zanzibar
- Youssouf Khamis
- Hussein Mzee
- Juma Hamad Omar, 1974. Homme politique tanzanien, membre du parlement[14] .
- Saada Saloum
- Ali Mohammed Shein, président de Zanzibar
- Pereira Silima
- Haroun Soliman
- Samia Suluhu